# Landser (Haut-Rhin)
Landser ist eine französische Gemeinde mit 1638 Einwohnern (Stand 1. Januar 2022) im Département Haut-Rhin in der Region Grand Est (bis 2015 Elsass). Sie gehört zum Arrondissement Mulhouse, zum Kanton Brunstatt-Didenheim und zum Gemeindeverband Saint-Louis Agglomération.

## Geschichte
Erstmals 1246 erwähnt als „castrum Landsera“. Schloss und Dorf waren Besitz der Herren von Butenheim. Mitte 13. Jahrhundert nahmen Basler und Mülhausener die Burg ein und beendeten so das Raubritterwesen der Butenheimer. 1269 war das Dorf in der Hand des Fürstbischofs von Basel, dem die Butenheimer ihren Besitz übergeben hatten und diesen nun als bischöfliches Lehen innehatten. Der Bischof verlieh dem Ort das Stadtrecht und erlaubte mehrere Märkte. Den Habsburgern gelang es, die Butenheimer zur Anerkennung ihrer Oberhoheit zu bewegen. Später kam der Ort durch Kauf an die Habsburger. Diese schützten das Städtchen mit einer Mauer und machten es zum Verwaltungs- und Gerichtssitz einer eigenen Herrschaft, deren Obervogt im Schloss zu Landser residierte. Die Herrschaft Landser umfasste 45 Ortschaften im Sundgau und in der Rheinebene und die Hardt. 1409 und 1446 überfielen die Eidgenossen Landser, im Dreißigjährigen Krieg wurde 1635 das Schloss zerstört. Mit dem Übergang des habsburgischen Besitzes im Elsass an die französische Krone 1648 verlor Landser zunehmend an Bedeutung. Mit der Eröffnung der Bahnlinie Mühlhausen Basel 1840 zogen die verbliebenen Behörden nach Sierentz um. 1948 wurde dieses an Stelle von Landser Kantonshauptort. Von 1871 bis 1918 gehörte Landser zum deutschen Reichsland Elsaß-Lothringen.
1929 gründeten Salesianer eine Landwirtschaftsschule, die nach dem Krieg in ein Collège umgewandelt wurde. 1842 zogen Redemptoristen in das ehemalige Kapuzinerkloster ein, verließen es aber schon 1873. 1931 folgten ihnen Schwestern desselben Ordens.

## Bevölkerungsentwicklung
| Jahr      | 1962 | 1968 | 1975 | 1982 | 1990 | 1999 | 2007 | 2017 |
| Einwohner | 321  | 330  | 1750 | 2114 | 1976 | 1725 | 1573 | 1601 |

## Sehenswürdigkeiten

### Kirche Mariä Himmelfahrt
Die Kirche wurde 1269 erstmals erwähnt. Der Kirchturm stammt aus dem letzten Viertel des 16. Jahrhunderts, das Turmdach wurde Anfang des 20. Jahrhunderts verändert. Das Kirchenschiff ist zwischen 1774 und 1776 erneuert worden. Das Innere der Kirche wurde 1988 bis 1990 renoviert. Hier befinden sich zahlreiche Gemälde und Skulpturen, unter anderem eine Pietà über dem Altar aus dem 17. Jahrhundert, in der rechten Seitenkapelle ein Schrein mit Reliquien des Heiligen Justin. Die Orgel stammt aus dem Jahr 1789.

Kirche Mariä Himmelfahrt in Landser
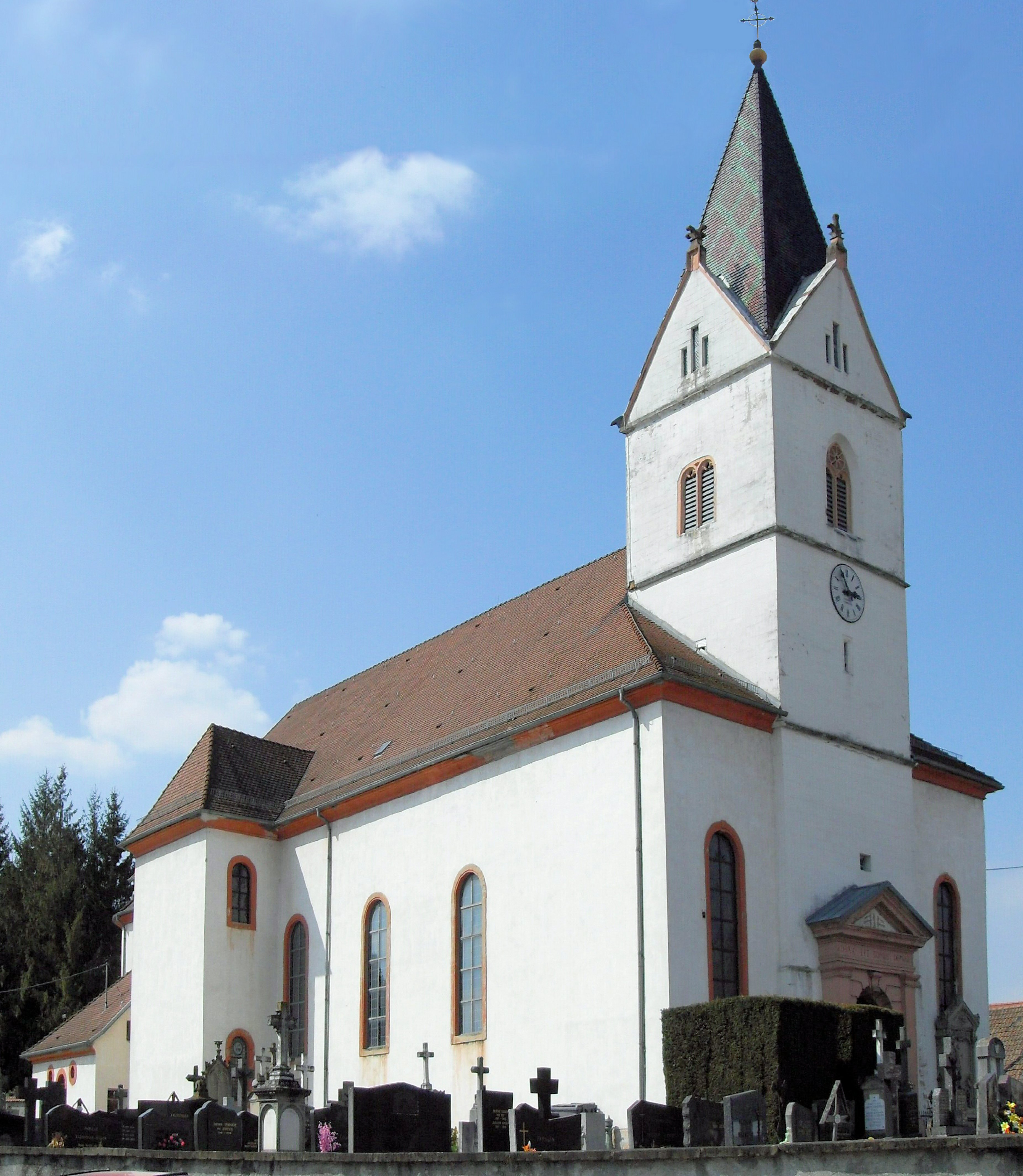
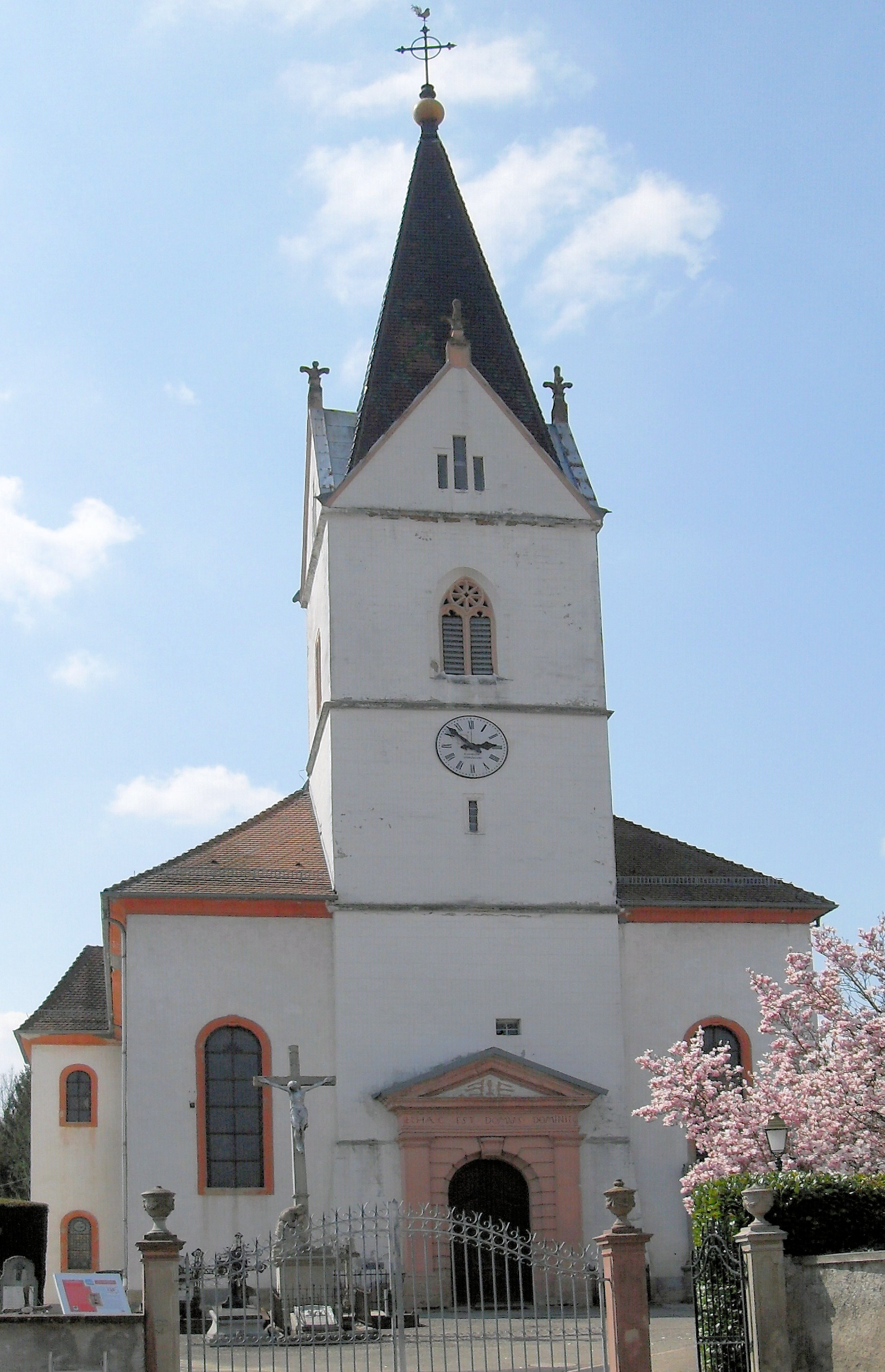

### Kapuzinerkloster St. Alfons

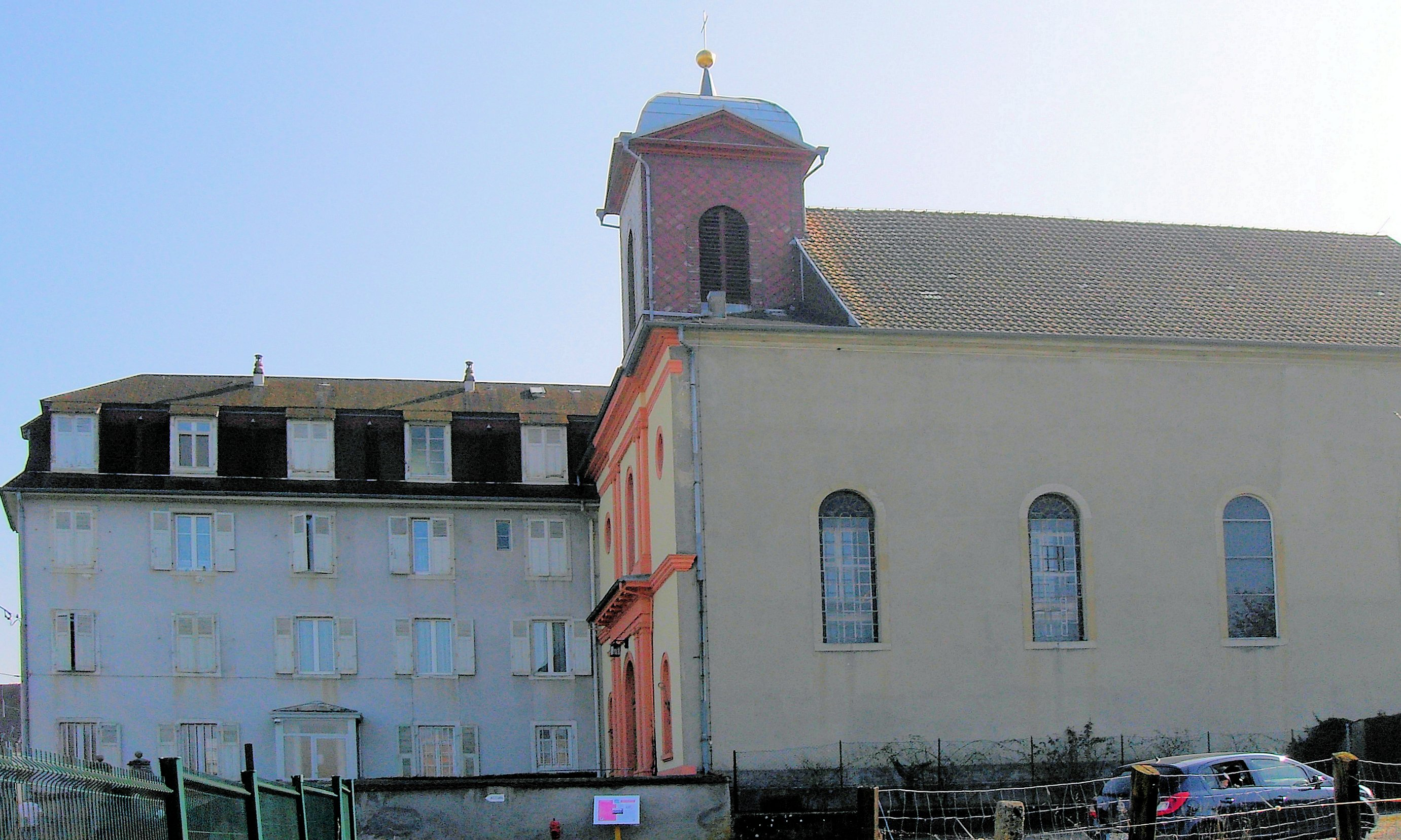
Klosterkapelle Landser

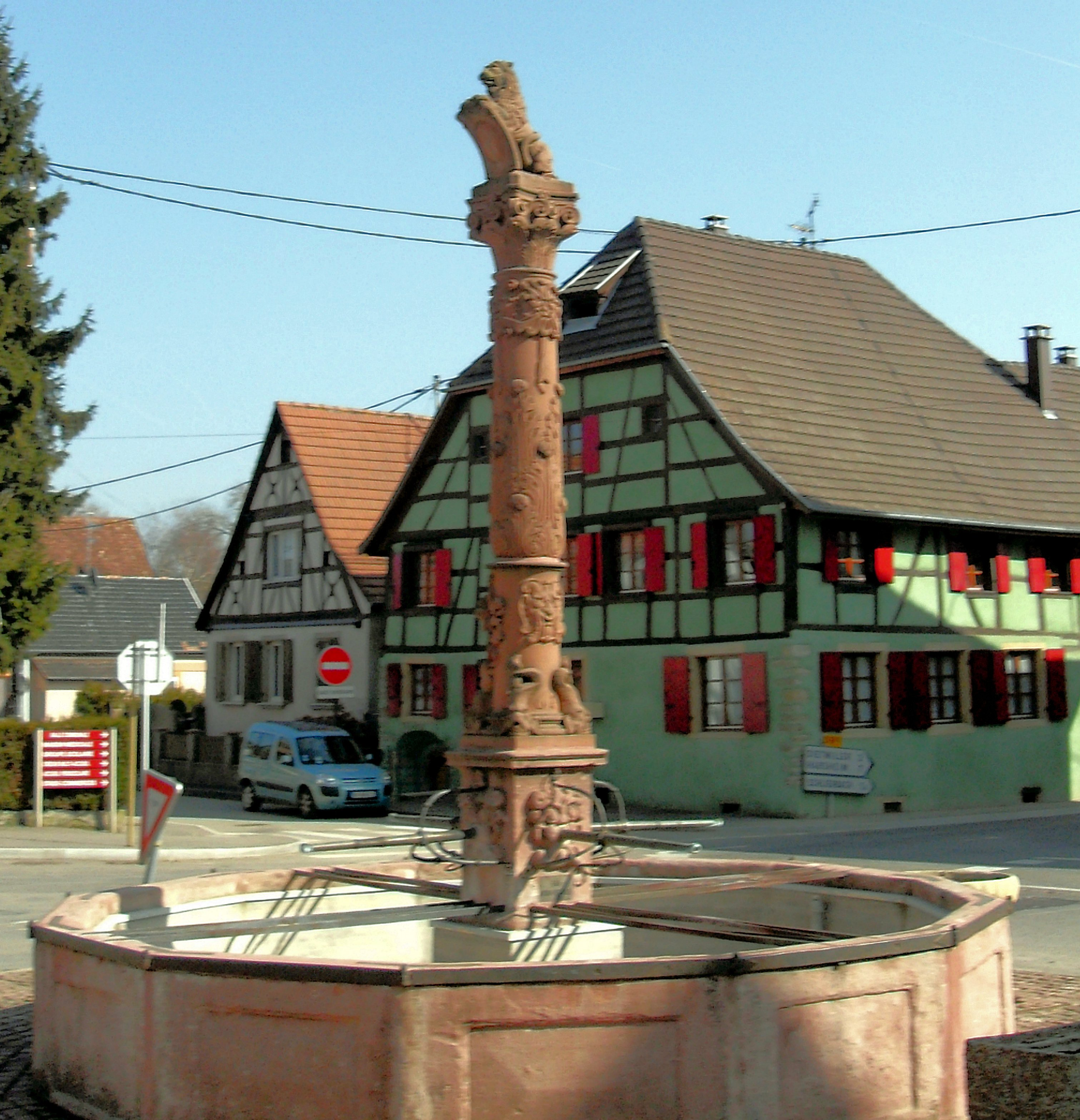
Brunnen aus dem Jahr 1661

In das Mitte des 17. Jahrhunderts von den Gebrüdern Hug, den Vögten der Herrschaft Landser, errichtete Kloster zogen 1659 Kapuziner ein. Während der Französischen Revolution wurde der Konvent vertrieben. Die Konventsgebäude wurden als Staatseigentum verkauft, verfielen aber im Lauf der nächsten Jahre. 1842 erwarben die Redemptoristen die Gebäude. Sie setzten sie instand und bauten eine neue Kapelle. 1873 schlossen die deutschen Behörden das Kloster und so stand es erneut für viele Jahre leer. 1929 wurde das Kloster Redemptoristinnen geschenkt. Es erfolgten einige Umbauten, unter anderem wurden die Hauptgebäude um ein Stockwerk erhöht. Die Redemptoristinnen ließen sich 1931 im Kloster nieder. Sie wirkten dort mit Ausnahme der Kriegsjahre bis heute und beschäftigen sich neben dem Gebet mit der Herstellung von Hostien und Heiligenbildern, mit Buchbinderei und Gartenarbeiten. Die etwas nördlich vom Kloster am Ibenbach gelegene Mühle („Klostermühl“) ist längst außer Betrieb und heute Teil des Bauernhofs Don Bosco.
Wohnbauten und Brunnen
In Landser haben sich einige stattliche steinerne Wohnsitze erhalten. Die Mairie befindet sich in einem Bau des späten 16. Jahrhunderts mit Treppenturm. Die Fenster wurden später verändert. Auch am Haus 2 rue Eugène Kalt sind die meisten Fenster später verändert worden. Das stattliche Haus 4 place de la Paix besitzt barocke Segmentbogenfenster mit Schlusssteinen und über dem Eingang einen gesprengten Segmentgiebel der Barockzeit, ist im Kern aber sicher älter.
Am 1657 erbauten, später zum Teil veränderten  Haus des Oberamtmanns Götzmann sind über dem Hauseingang die Wappen der Götzmanns (drei Kleeblätter und zwei Löwen) und der Gabelis (Jakobsmuschel) zu sehen.
Auf dem Brunnenstock im polygonalen Brunnentrog ein Löwe, der das Ortswappen hält. An der Basis des Stocks das Datum 1661 und das Wappen der Familie Hug.

## Persönlichkeiten
Louis Valentin Götzmann (1709–1794), Mitglied im Parlament von René-Nicolas-Charles-Augustin de Maupeou (1714–1792). Verfasser historischer und juristischer Schriften, die von Voltaire gelobt wurden. Starb 1794 unter der Guillotine.

## Sonstiges
Die 1496 geborene Sau von Landser wurde unter anderem von Albrecht Dürer bildlich dargestellt.